# مايك كوين (روائي)
مايك كوين (بالإنجليزية: Mike Quin)‏ الاسم القلمي لبول وليام راين (بالإنجليزية: Paul William Ryan)‏ (1 يوليو 1906، سان فرانسيسكو في الولايات المتحدة - 14 أغسطس 1947، مقاطعة مارين في الولايات المتحدة)؛ كاتب وروائي أمريكي.